# Класифікація
Класифіка́ція (лат. classis — клас та facio — роблю) — це багаторівневий, послідовний поділ обсягу поняття з
метою систематизації, поглиблення та отримання нових знань стосовно членів поділу. Результатом класифікації є система підпорядкованих понять: подільне поняття є родом, а нові поняття (члени поділу) є видами цього роду, підвидами видів тощо. При цьому кожний етап поділу можна здійснювати за різною підставою. Це система розподілення об'єктів по групах відповідно до наперед визначених ознак. В деяких випадках, вживають термін категоризація у значенні розподілення об'єктів на категорії. 
Внаслідок того, що класифікація утворює щонайменш одну не пусту групу (клас), то визначають класифікацію групування як процес утворення класів.
В соціальних відносинах класифіка́ція визначає головну роль в тому, що допомагає суттєво спростити в спілкування визначення об'єктів, дозволяючи оперувати більш вузькими і конкретними поняттями.